# Голицына, Анна Сергеевна
Княгиня Анна Сергеевна Голицына (урождённая Всеволожская; 1774 или 1779 — 1838) — писательница в духе пиетизма; владелица крымского имения Кореиз.

## Биография
Происходила из петербургской ветви рода Всеволожских: младшая дочь генерал-поручика Сергея Алексеевича Всеволожского (1746—1822) от брака с фрейлиной Екатериной Андреевной Зиновьевой (1751—1836), сестра Николая Сергеевича Всеволожского и Софьи Сергеевны Мещерской. Благодаря богатству отца была завидной невестой, хотя и отличалась эксцентричностью и экзальтированностью.
12 ноября 1802 года вышла замуж за камергера, адъютанта великого князя Константина Павловича, князя Ивана Александровича Голицына (1783—1852). По свидетельству современницы, Марии Семёновны Бахметевой, жених был «ей ровесник, малый богатый и не дурак. Она кажется довольна своею участью». По преданию, почти сразу после венчания Анна Сергеевна вручила мужу портфель и сказала: «Вот половина моего приданого, а я княгиня Голицына, и теперь всё кончено между нами!». Во всяком случае, уже в июне 1803 года в светском обществе обсуждался факт их расставания.
Князь Голицын отличался большой расточительностью и страстью к азартным играм. По воспоминаниям современников, в 1814 году в Париже он в один из дней выиграл в игорном доме миллион франков, но уже спустя несколько дней проигрался так, что ему не на что было выехать из Парижа. С этого времени он получил прозвище «парижский Ванька». Живя в Варшаве, где в ту пору было повальное увлечение азартными играми, Голицын проиграл огромные суммы, спустив всё своё состояние, и, выйдя в отставку, имел до 5 миллионов рублей долгов.
Княгиня Голицына вела оригинальный и свободный образ жизни: ходила в чепце и мужском костюме, увлекалась мистицизмом. С ранних лет интересуясь религиозными вопросами, подружилась с баронессой Юлией фон Криденер, которая под влиянием трудов немецких философов и мистиков вступила на проповеднический путь, действуя по примеру католических миссионеров. В лице Анны Голицыной она нашла родственную душу. Сначала завязалась переписка, потом состоялось знакомство. В 1821 году баронесса приехала в Петербург, где вместе с дочерью жила на даче Голицыной. Когда первоначальное расположение к Криденер склонного к мистицизму Александра I сменилось немилостью, после того как она имела неосторожность попытаться повлиять на императора, склонив к его к крестовому походу против турок для освобождения греков, в мае 1822 года баронессе было предписано покинуть Санкт-Петербург.
Спустя некоторое время, в 1824 году, княгиня Голицына вместе с баронессой Криденер, её дочерью Жюльеттой (Юлией) Беркгейм и графиней де Гаше (Жанной де ла Мотт) отправились в Крым, чтобы там основать колонию «трудолюбивых пиэтистов». Голицына приобрела обширное имение в Кореизе, чтобы разместить там колонию. Как отмечал С. Я. Штрайх, Голицына «снарядила огромную барку, и они прямо от Калинкина моста в Петербурге отплыли в Крым. Здесь Голицына начальствовала в своей колонии, носила мужской костюм и сама называла себя „старухой гор“. Имела большое влияние на все татарское население округи». Анна Сергеевна Голицына вела в Крыму весьма оригинальный образ жизни. Верхом на лошади, в длинном сюртуке, с плетью в руках, с помощью которой она самолично расправлялась не только с домашними, но и посторонними, деспотичная Голицына держала в трепете даже местные власти. В обществе её прозвали «La vieille du rocher» («Старуха со скалы»), сама она иногда подписывалась «La vieille des monts» («Старуха с гор»), что остряки быстро переделали в «La vieille demon» («Старый чёрт»).
Для всех остались загадкой отношения между княгиней и баронессой Жюльеттой Беркгейм. Когда после свадьбы Жюльетты её муж на несколько месяцев вынужден был отъехать за границу, она попала в полную зависимость от княгини; жила в доме Голициной и виделась с мужем только при свидетелях; когда же он смертельно заболел, то Жюльетта поспешила к нему, но княгиня позволила ей попрощаться с мужем только в её присутствии, после чего немедленно увезла её и барон Франц Беркгейм умер одинокий, на руках камердинера. После смерти мужа она надела траур, распорядилась имуществом, после чего снова вернулась к Голицыной в Кореиз, несмотря на осуждение общества.
В 1830-е годы по просьбе князя А. Н. Голицына старая княгиня курировала обустройство его имения Кастель, или Александрия. Анна Сергеевна Голицына скончалась в 1838 году, и была похоронена в Вознесенской церкви в Кореизе, завещав всё своё имущество баронессе Беркгейм, которая продолжала жить в имении по заветам княгини Голицыной и своей матери Юлианы Криденер.

## Сочинения
Ещё до замужества Анна Сергеевна написала книгу, вышедшую в 1801 году, «Modele des enfants on Vie du petit comte Platon de Zouboff» («Примерный ребёнок, или Жизнь маленького графа Платона Зубова»), с матерью которого, графиней Натальей Александровной Зубовой, Анна Сергеевна была дружна. В том же году вышел и русский перевод этого сочинения.
В 1824 году Голицына издала ещё одну книгу (в 2-х частях; St.-Petersbourg: de l’imprimerie de Charles Kray) «Concordance en forme de registre pour trouver facilement chaque passage du Nouveau Testament» («Согласование в форме реестра для облегчения нахождения любого места в Новом завете»).